# Hallee Hirsh
Hallee Leah Hirsch (Omaha (Nebraska), 16 december 1987) is een Amerikaanse actrice.

## Biografie
Hirsch werd geboren in Omaha (Nebraska) als dochter van een gepensioneerde luitenant-kolonel van de marinekorps (vader) en een ex-marine kapitein (moeder), in een gezin met een oudere broer. Hirsch studeerde in 2011 af met cum laude met een bachelor of Arts in antropologie aan de UCLA in Los Angeles. Tijdens haar studietijd aan de UCLA verbleef zij ook een tijd in China, en spreekt hierom ook vloeiend Chinees. Zij studeerde ook Shakespeare aan de Universiteit van Oxford in Oxford, en speelde daar een rol in het toneelstuk Hamlet. Zij is in 2013 getrouwd en heeft uit dit huwelijk twee zonen (2014 en 2018). 

## Carrière
Hirsch begon in 1993 met acteren als jeugdactrice in de televisieserie Loving. Hierna speelde zij nog meerdere rollen in televisieseries en films zoals As the World Turns (1996), Lolita (1997), You've Got Mail (1998), Speak (2004), Happy Endings (2005), JAG (2003–2005), ER (2001–2009) en Flight 29 Down (2005–2010).

## Young Artist Award
- 2006 in de categorie Beste Optreden in een Televisieserie door een Jeugdige Actrice met de televisieserie Flight 29 Down – genomineerd.
- 2004 in de categorie Beste Optreden in een Televisieserie door een Jeugdige Actrice met de televisieserie JAG – genomineerd.
- 2003 in de categorie Beste Optreden in een Film door een Jeugdige Actrice met de film My Sister's Keeper – gewonnen.
- 2002 in de categorie Beste Optreden in een Televisieserie door een Jeugdige Actrice met de televisieserie ER – genomineerd.
- 2002 in de categorie Beste Optreden in een Film door een Jeugdige Actrice met de film Taking Back Out Town – genomineerd.
- 2001 in de categorie Beste Optreden in een Film door een Jeugdige Actrice met de film The Ultimate Christmas Present – gewonnen.
- 2000 in de categorie Beste Optreden in een Televisieserie door een Jeugdige Actrice met de televisieserie Law & Order – genomineerd.

## Filmografie

### Films
Uitgezonderd korte films.
| na 2005 - 2020: Chasing the Rain - als Vanessa - 2014: Infiltrators – Micki - 2013: Bad Behavior – Zoe - 2013: Hidden Away – Amy - 2010: Fading of the Cries – Sarah - 2010: Flight 29 Down: The Hotel Tango – Daley - 2009: 16 to Life – Kate - 2009: Make the Yuletide Gay – Abby Mancuso - 2006: Wild Hearts – Madison | 2000 t/m 2005 - 2005: Happy Endings – mama op zeventienjarige leeftijd - 2004: Speak – Rachel Bruin - 2002: Manna from Heaven – jonge Theresa - 2002: My Sister's Keeper – jonge Judy Chapman - 2001: Taking Back Our Town – Catherine Melancon - 2001: The Gene Pool – Dina Fineman - 2000: The Ultimate Christmas Present – Alli / Allison Rachel Thompson - 2000: Joe Gould's Secret – Nora Mitchell | 20e eeuw - 1999: Spring Forward – Hope - 1998: You've Got Mail – Annabelle Fox - 1998: Saint Maybe – jonge Agatha - 1998: One True Thing – Ellen op achtjarige leeftijd - 1998: Carson's Vertical Suburbia – Penelope - 1997: What the Deaf Man Heard – jonge Tallasse - 1997: Lolita – jong meisje in konijnenpak - 1997: Norville and Trudy – Bobbie Kockenlocker |

### Televisieseries
Uitgezonderd eenmalige gastrollen.
| vanaf 2008 - 2012–2014: Sloppy Tacos – Berri (4 afl.) - 2005–2010: Flight 29 Down – Daley (30 afl.) - 2001–2009: ER – Rachel Greene (14 afl.) - 2008: 90210 – Hannah Zuckerman-Vasquez (2 afl.) | 2000 t/m 2007 - 2006: Grey's Anatomy – Claire (2 afl.) - 2003–2005: JAG – Mattie Grace Johnson (17 afl.) - 2000: Judging Amy – Jodi Larson Pruitt (2 afl.) | 20e eeuw - 1999: The Snooker Report – Shanna Levine (? afl.) - 1996: As the World Turns – Annie Hasbrook (? afl.) - 1993–1998: Late show with David Letterman – verschillende rollen (? afl.) - 1993–1995: Loving – Heather Rose Forbes (64 afl.) |

- International Standard Name Identifier: 0000 0000 4588 535X
- Library of Congress Control Number: no2002111678
- Nationale Bibliotheek van Israël: 987007452295505171
- Virtual International Authority File: 24279595
- WorldCat: E39PBJfCvDkXhcTBVYvWrKQ8YP